# Townsend (hrabstwo Middlesex)
Townsend – jednostka osadnicza w Stanach Zjednoczonych, w stanie Massachusetts, w hrabstwie Middlesex.